# Пор (цар)
Пор (Пурушоттама ; дав.-гр. Πῶρος дав.-гр. Πῶρος, санскр. पुरुषोत्तम) — відомий за античними джерелами пенджабський раджа, володіння якого простягалися між річками Джелам і Ченаб.

## Біографія
Коли 327 року до н. е. у володіння Пора вдерся Александр Македонський, Пор — на відміну малодушного володаря сусідньої Таксили — вирішив дати йому бій. Їхнє зіткнення вилилося в легендарну битву на Гідаспі (Джеламі). Армія Пора не досягала розмірів перського війська, але була досить сильною. Арріан налічує понад 30 тисяч піхоти, 4 тисячі кінних, 300 колісниць та 200 слонів. Курцій повторює ці цифри, але зменшує кількість слонів до 85. За Діодором цар Пор мав 50 тисяч піхоти, 3 тисячі кінних, тисячу колісниць і 130 слонів. З іншого боку, Плутарх повідомляє тільки про 20 тисяч піхоти і 2 тисячі кінних у Пора. Судячи з опису битви і втрат, ймовірно, Пор мав до 30 тисяч піхоти, 3 тисячі кінних, 300 колісниць і 130—200 слонів. Найбільш грізною силою в індійському війську були бойові слони, танки античної доби. Крім своїх чималих сил Пор розраховував на швидке прибуття союзника, індійського царя Абісара, чия армія лише трохи поступалася війську Пора.
У кровопролитному та складному бою Пор бився до останнього. Існує кілька версій здачі їх у полон. Одні автори запевняють, що його захопили непритомним. По розповіді Арріана пораненого в плече Пора вмовили злізти зі слона, пославши на вмовляння старовинного друга.
Здобувши перемогу, Александр на знак поваги до ворога дозволив йому зберегти престол і навіть поступився йому частиною завойованих земель. Пор залишався союзником греків до самої смерті, винуватцем якої Діодор Сицилійський вважає македонського сатрапа Евдама.
Античні автори відзначають його царський образ — зріст за 2 метри і могутню статуру, так що на слоні Пор виглядав як вершник на коні.